# Matilda Molander
Anna Astrid Matilda Molander, född 11 februari 1992 i Kalmar, är en svensk skribent som fram till 2023 var politisk redaktör på Vestmanlands Läns Tidning. Sedan 2019 är hon även chefredaktör för tidskriften Liberal Debatt.

## Biografi
Molander föddes i Kalmar, och växte upp där och i Pataholm. I riksdagsvalet i Sverige 2010 var hon kandidat till Sveriges riksdag och Kalmar läns landsting för Centerpartiet. Under 2014 satt hon i Centerpartiets ungdomsförbunds förbundsstyrelse. Hon har en politices kandidat från Uppsala universitet och en kandidatexamen från Handelshögskolan i Stockholm.
Sin bana som ledarskribent började hon som praktikant på Dalarnas Tidningar och Nerikes Allehanda. Från hösten 2015 till 2018 skrev hon som vikarierande ledarskribent ledare för Dagens Nyheter. Inför riksdagsvalet 2018 skrev hon bland annat en uppmärksammad ledare om att Liberalerna förtjänade att åka ur Sveriges riksdag. Samma år var hon även verksam som ledarskribent på Sydsvenskan.
2019 blev hon politisk redaktör på Vestmanlands Läns Tidning. Samma år blev hon även chefredaktör för tidskriften Liberal Debatt. Hon kom på plats 51 på Makthavares lista över vilka Makthavare såg som framtidens 100 makthavare 2019.